# Bengt Berndtsson
Bengt Ryno Berndtsson (26. januar 1933 - 4. juni 2015) var en svensk fodboldspiller (wing), der vandt sølv med Sveriges landshold ved VM 1958 på hjemmbane. Han spillede én af svenskernes seks kampe i turneringen, en indledende gruppekamp mod Wales. Han nåede i alt at spille 29 landskampe og score seks mål.
På klubplan tilbragte Berndtsson hele sin karriere hos IFK Göteborg i sin fødeby. Han vandt det svenske mesterskab med klubben i 1958.

## Titler
Allsvenskan
- 1958 med IFK Göteborg